# 이영세 (경제학자)
이영세(李英世, 1947년 6월 15일~)는 대한민국의 경제학자이자 대구사이버대학교 총장을 지낸 교육자이다. 본관(本貫)은 전의(全義)이다.

## 학력
- 펜실베이니아 대학교 대학원 경제학 박사 화폐금융 전공
- 서강대학교 대학원 경제학과 경제학 석사
- 서울대학교 경제학과 경제학 학사
- 경북고등학교

## 경력
- 2013.9~2016.8	계명대학교 경상대학 국제통상학과 특임교수
- 2011.03~2014.03	 국가평생교육진흥원 이사장
- 2010.04~2011.03	 한국무역협회 정보화추진위원회 위원장
- 2010.03~2012.08	 제3대 대구사이버대학교 총장
- 2006.03~2010.02	 제2대 대구사이버대학교 총장
- 2005.08~2008.01	 교육과학기술부 평생교육정책자문위원
- 2005.03~2010.08	 한국원격대학협의회 회장
- 2003.03~2006.03	 대구은행 사외이사
- 2002.03~2006.02	 대구사이버대학교 초대 총장
- 2000.08~2001.12	 세계경제연구원 연구자문위원
- 1999.12~2000.08 	 산업기술정보원 원장
- 1998.05~1999.12	 산업연구원 산업정책센터 소장
- 1996.05~1998.04	산업연구원 워싱턴 지원장
- 1995.05~1996.04	산업연구원 선임연구위원
- 1991.12~1995.04	 산업연구원 부원장
- 1987.09~1991.12	 산업연구원 선임연구위원, 무역정보연구부장
- 1982.01~1987.08	 산업연구원 연구위원, 산업1실장, 대구지원장, 특수분석실장
- 1981.08~1982.01	 국제경제연구원 수석연구원
- 1979.09~1981.06	 미국 미네소타주립대학교 초청교수
- 1978.09~1979.08	 서강대학교 경상대학 조교수